# Rupert Keegan
Rupert Arnold Keegan (Westcliff-on-Sea, 28 febbraio 1955 – Portoferraio, 23 settembre 2024) è stato un pilota automobilistico britannico.

## Biografia
Figlio del proprietario di una compagnia aerea, iniziò la sua carriera motoristica nella Formula Ford Escort Messico per poi approdare alla Formula Ford 1600 e infine, alla Formula 3 inglese di cui si aggiudicherà il campionato sponsorizzato dalla BP.
Nel 1977 approdò in Formula 1 con la Hesketh. Riuscì a qualificarsi a tutti i 12 Gran premi in cui partecipò conquistando al massimo il settimo posto in Austria. L'anno seguente passò alla Surtees ma non si qualifica per ben 6 volte: tagliò il traguardo (finendo undicesimo) al Gran Premio di Spagna.
Nel 1979 corse nella Formula Aurora con una Arrows, conquistando il titolo. L'anno dopo tornò in Formula 1 con una Williams privata gestita dal team Penthouse Rizla Racing. Ottenne il nono posto nel Gran Premio di Watkins Glen, con quella che sarà l'ultima partenza in un gran premio per una vettura privata che correva in concorrenza con quella ufficiale del costruttore (negli anni successivi invece ci saranno alcune monoposto non gestite direttamente dal costruttore in quanto costruite su ordinazione).
Nella stagione 1982 corse per la March, non conquistando risultati di rilievo nei 3 Gran premi ai quali si qualificò.
Dal 1983 passò alle vetture sport e dal 1985 corse per due stagioni nella Formula Cart.

## Risultati in F1
| 1977 | Scuderia | Vettura |  |  |  |  |     |    |     |    |    |     |     |   |     |   |   |     |  | Punti | Pos. |
| ---- | -------- | ------- |  |  |  |  | --- | -- | --- | -- | -- | --- | --- | - | --- | - | - | --- |  | ----- | ---- |
| 1977 | Hesketh  | P308    |  |  |  |  | Rit | 12 | Rit | 13 | 10 | Rit | Rit | 7 | Rit | 9 | 8 | Rit |  | 0     |      |

| 1978 | Scuderia | Vettura     |     |     |     |    |     |    |    |    |     |    |    |    |    |  |  |  |  | Punti | Pos. |
| ---- | -------- | ----------- | --- | --- | --- | -- | --- | -- | -- | -- | --- | -- | -- | -- | -- |  |  |  |  | ----- | ---- |
| 1978 | Surtees  | TS19 e TS20 | Rit | Rit | Rit | NP | Rit | NQ | 11 | NQ | Rit | NQ | NQ | NQ | NP |  |  |  |  | 0     |      |

| 1980 | Scuderia | Vettura       |  |  |  |  |  |  |  |    |    |    |    |    |    |   |  |  |  | Punti | Pos. |
| ---- | -------- | ------------- |  |  |  |  |  |  |  | -- | -- | -- | -- | -- | -- | - |  |  |  | ----- | ---- |
| 1980 | RAM      | Williams FW07 |  |  |  |  |  |  |  | 11 | NQ | 15 | NQ | 11 | NQ | 9 |  |  |  | 0     |      |

| 1982 | Scuderia | Vettura |  |  |  |  |  |  |  |  |  |  |  |    |     |     |    |    |  | Punti | Pos. |
| ---- | -------- | ------- |  |  |  |  |  |  |  |  |  |  |  | -- | --- | --- | -- | -- |  | ----- | ---- |
| 1982 | March    | 821     |  |  |  |  |  |  |  |  |  |  |  | NQ | Rit | Rit | NQ | 12 |  | 0     |      |

| Legenda | 1º posto     | 2º posto | 3º posto    | A punti         | Senza punti/Non class.  | Grassetto – Pole position Corsivo – Giro più veloce |
| Legenda | Squalificato | Ritirato | Non partito | Non qualificato | Solo prove/Terzo pilota | Grassetto – Pole position Corsivo – Giro più veloce |